# جورج كارل
جورج كارل (بالإنجليزية: George Karl) مواليد 12 مايو 1951 في بنسيلفانيا، هو لاعب كرة سلة أمريكي سابق تحول إلى التدريب بعد الاعتزال يدرب فريق سكرامنتو كينغز في الرابطة الوطنية لكرة السلة. يبلغ طوله 6 قدم 2 بوصة (1.9 م).

## روابط خارجية
- جورج كارل على موقع إن بي أي (الإنجليزية)
- جورج كارل على موقع سبورتس رفرنس (الإنجليزية)
- جورج كارل على موقع كلية كرة السلة في سبورتس رفرنس.كوم (الإنجليزية)
- جورج كارل على موقع ريلجم (الإنجليزية)
- جورج كارل على موقع بروبوليرز (الإنجليزية)
- جورج كارل على موقع سبورتس رفرنس (الإنجليزية)
- جورج كارل على موقع الدوري الإسباني لكرة السلة (الإسبانية)